# Bretannione di Tomis
Bretannione di Tomis (fl. IV secolo) è stato un vescovo bizantino, vescovo di Tomis nella seconda metà del IV secolo.
È noto anche con i nomi di Bretannio o Vetranio.

## Biografia
Poco si conosce della vita di questo santo vescovo, che fu metropolita di Tomis, città della Scizia minore corrispondente all'odierna Costanza in Romania.
Secondo la testimonianza di Sozomeno, durante la guerra gotica del 376-382, l'imperatore Valente si fermò a Tomis. Radunato il popolo nella cattedrale, cercò di convincerlo a sostenerlo nella sua causa ariana. Bretannione si oppose e difese la fede del concilio di Nicea subendo per questo l'esilio.

## Culto
La sua memoria liturgica cade il 25 gennaio. Il martirologio romano lo ricorda con queste parole:
(Vetus Martyrologium Romanum, die 25 Januarii.)